# Liste der Monuments historiques in Bretigney-Notre-Dame
Die Liste der Monuments historiques in Bretigney-Notre-Dame führt die Monuments historiques in der französischen Gemeinde Bretigney-Notre-Dame auf.

## Liste der Objekte
| Bezeichnung | Beschreibung          | Standort                        | Kennzeichnung | Schutzstatus | Datum | Bild |
| ----------- | --------------------- | ------------------------------- | ------------- | ------------ | ----- | ---- |
| Glocke      | Bronze, 1761 gegossen | in der Kirche Notre-Dame (Lage) | PM25000447    | Classé       | 1942  |      |